# 烏克蘭駐英國大使館
烏克蘭駐英國大使館（英語：Embassy of Ukraine, London）是烏克蘭派駐英國的外交代表機構。位於倫敦諾丁丘肯辛頓公園路78號設有總領事館。

## 歷史
1919年5月，烏克蘭人民共和國第一個駐英國外交使團在倫敦SW5特雷波維爾路肯辛頓大廈成立，1919年10月遷至倫敦SW7康沃爾花園75號。
1991年12月31日，英國承認烏克蘭獨立。1992年1月10日，烏克蘭和英國建立外交關係。1992年10月，烏克蘭在英國開設大使館。烏克蘭首任駐英國大使是塞爾希·科米薩連科。

## 畫廊

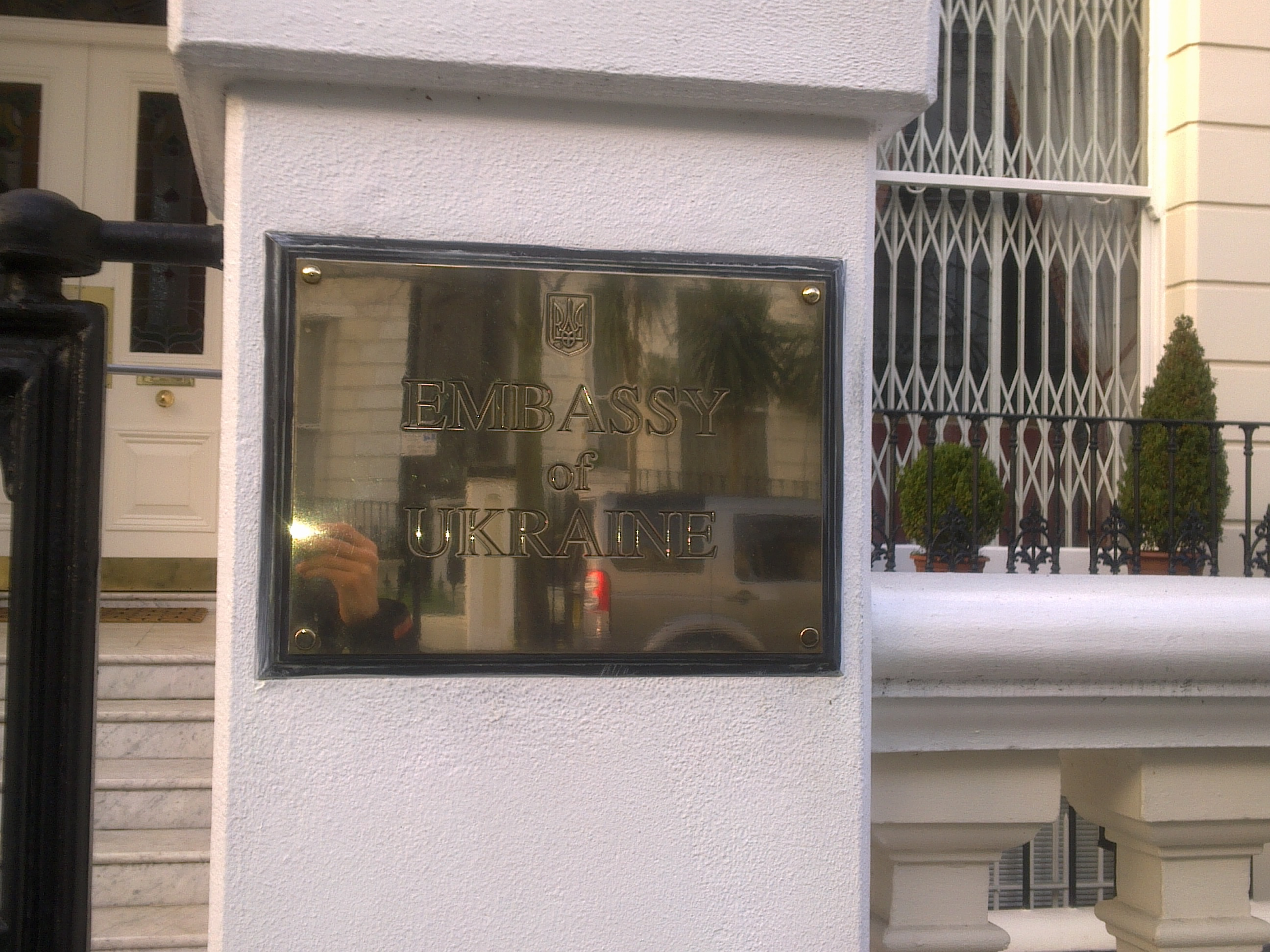
使館外的英文牌匾
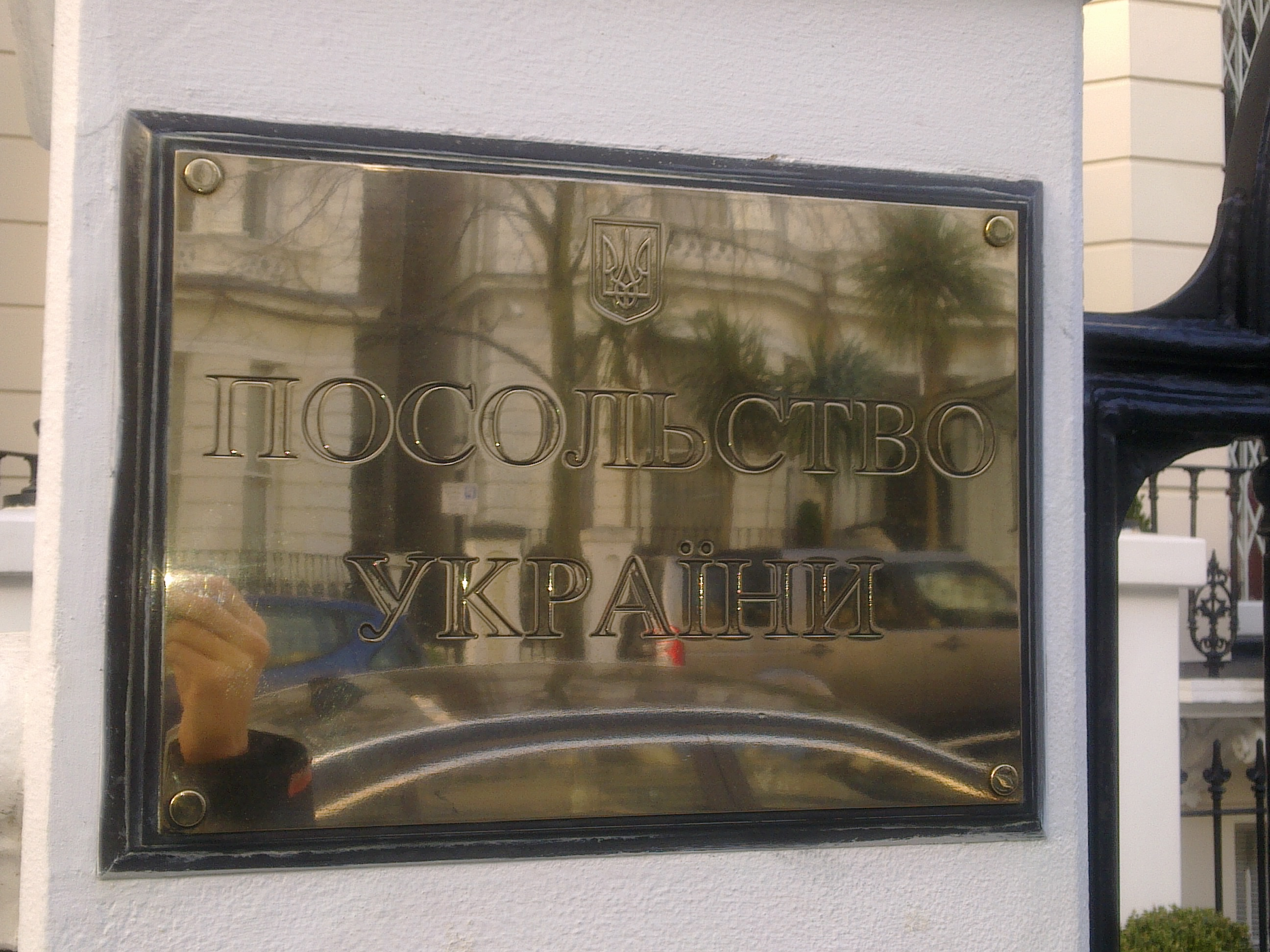
烏克蘭大使館外的牌匾

## 外部連結
- 官方網站 （页面存档备份，存于）
- 在英國的烏克蘭人 - 在線百科全書 （页面存档备份，存于）